# 波扎雷瓦茨
波扎雷瓦茨是位于塞尔维亚北部的一个城市。波扎雷瓦茨在塞尔维亚语中的意思是“火之城”。

## 著名人物
- 米莱娜·帕夫洛维奇-巴里利（1909年—1945年）：塞尔维亚女画家。
- 斯洛博丹·米洛舍维奇（1941－2006年）：塞尔维亚总统（1989年—1997年）。

## 友好城市
- 俄羅斯 沃洛科拉姆斯克(2013年起)[1]

## 图集

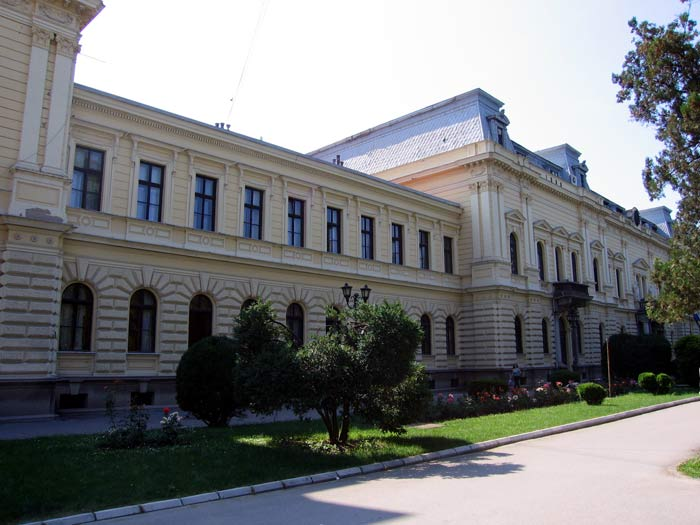
市政厅
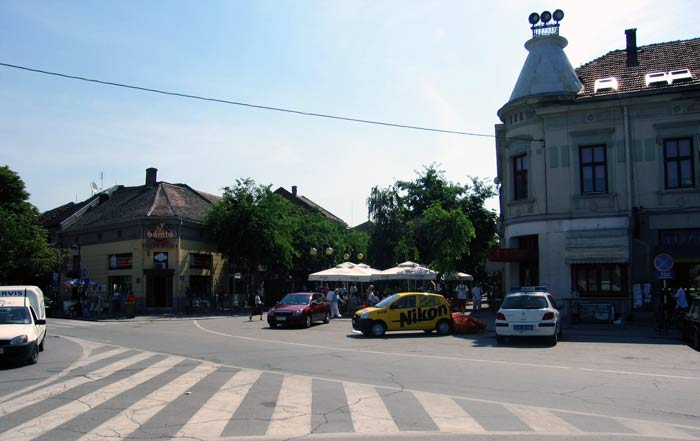
市中心
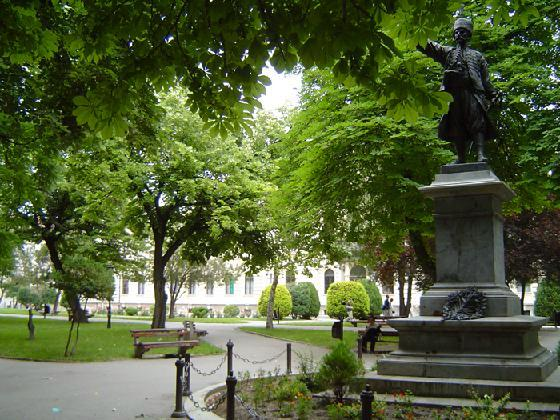
公园